# Mahjouba Oubtil
Mahjouba Oubtil (sinh ngày 15 tháng 12 năm 1982) là một nữ võ sĩ người Maroc. Tại Thế vận hội Mùa hè 2012, cô đã tham gia cuộc thi hạng nhẹ nữ, nhưng đã bị đánh bại ở vòng hai bởi Adriana Araújo của Brazil.